# Soporte universal

miento de diferentes pinzas de laboratorio a la varilla del sopediante dobles nueces.

Un soporte de laboratorio, soporte universal o pie universal es una pieza del equipamiento de laboratorio donde se sujetan las pinzas de laboratorio, mediante dobles nueces. Sirve para sujetar tubos de ensayo, buretas, embudos de filtración, embudos de decantación, etc. También se emplea para montar aparatos de destilación y otros equipos similares más complejos como condensadores.

## Estructura

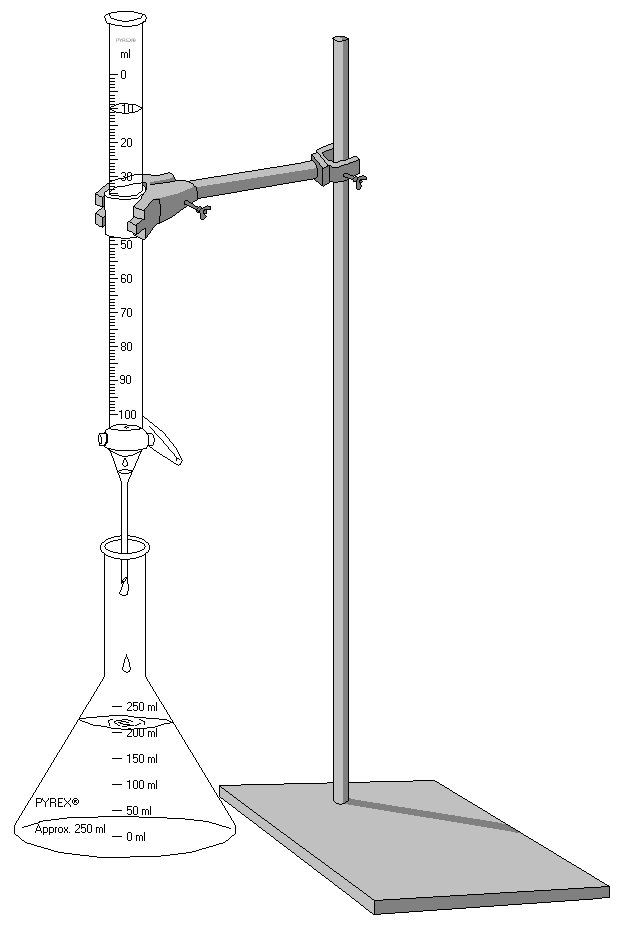
Soporte de laboratorio, con una pinza que sujeta una bureta, durante un ensayo químico.

Está formado por dos elementos, generalmente metálicos:

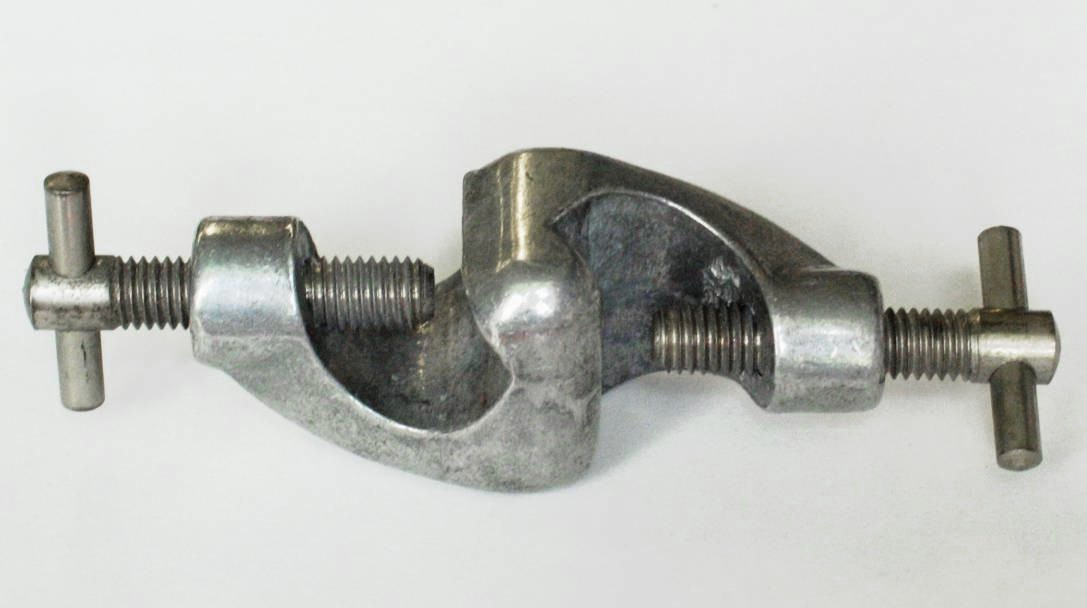
Nueces de laboratorio acoplables al soporte universal de laboratorio, en ángulo recto.

- Una base o pie horizontal, construido de hierro fundido, relativamente pesado y generalmente en forma de rectángulo, bajo el cual posee unos pequeños pies de apoyo. También son posibles otras diseños de la base, como forma de H, de A, de media luna o de trípode.[2][3]
- Una varilla cilíndrica vertical, inserta cerca del centro de uno de los lados de la base, que sirve para sujetar otros elementos como pinzas de laboratorio, a través de dobles nueces.

## Uso
Se emplea para sujetar elementos únicos (embudos, matraces, buretas), en general de poco peso para evitar la pérdida de estabilidad. También se pueden acoplar varios soportes a un montaje más complejo y pesado como un aparato de destilación pero si el montaje se complica es preferible el uso de una armadura sujeta a la pared o fijada a otro elemento estructural del laboratorio.